# 梅尔拉腊
梅尔拉腊（義大利語：Merlara），是意大利威尼托大区帕多瓦省的一个市镇。总面积21.36平方公里，人口2916人，人口密度136.5人/平方公里（2009年）。国家统计（ISTAT）代码为028053。